# Kazuki Namioka
Kazuki Namioka (波岡 一喜, Namioka Kazuki), né à Osaka (préfecture d'Osaka, Japon) le 2 août 1978, est un acteur japonais.

## Biographie

### Formation
- Université Waseda

## Filmographie partielle

### Au cinéma
- 2004 : Pacchigi! : Bang-ho Motoki
- 2005 : Furyo shonen no yume
- 2006 : Tôkyô Daigaku monogatari : Yoshiaki Sano
- 2006 : Fast and Furious: Tokyo Drift : Tea Hair #1
- 2007 : Chun ai
- 2007 : Hero : Keisuke Umebayashi
- 2007 : Crows Zero (Kurôzu zero) : Gota Washio
- 2008 : Kamachoppu
- 2008 : L: Change the World : F
- 2008 : Sunshine Days
- 2008 : Chameleon (en) de Junji Sakamoto : Jun Yoshida
- 2008 : Shonen merikensakku : Haruo - 25 years ago
- 2008 : Rabu faito : Takae
- 2009 : Kurôzu zero II : Gota Washio
- 2009 : Doroppu : Takashi Moriki
- 2009 : Kenka kôkô gundan: Tokkô! Kokushi gijuku VS. Asakô
- 2009 : Shisei: Seou onna
- 2009 : Ierô Kiddo : Mikuni
- 2009 : Ballad: Na mo naki koi no uta
- 2010 : Badboys
- 2010 : Zeburâman: Zebura Shiti no gyakushû
- 2010 : 13 Assassins : Rihei Ishizuka
- 2010 : Nihon bundan: Heru doraibâ : Kaito
- 2010 : Aoi aoi sora : Yashiro
- 2010 : Space Battleship de Takashi Yamazaki : Saburo Kato
- 2010 : Parade : Hiroshi Matsuzono
- 2011 : Inu no kubiwa to korokke to
- 2011 : Hara-Kiri : Mort d'un samouraï (Ichimei) : Umanosuke Kawabe
- 2011 : Tantei wa bar ni iru : Sayama
- 2011 : Asashin : Sergeant Takada
- 2012 : Gyakuten saiban
- 2013 : Samayou kemono
- 2013 : Sebun deizu ripôto
- 2013 : Fune wo amu (The Great Passage) : Editor
- 2013 : Tantei wa bar ni iru 2: Susukino daikousaten
- 2013 : Jigoku de naze warui
- 2014 : Bayblues: 25 Years and 354 Days
- 2014 : Kamen Rider Gaimu Soccer Daikessen Ohgon no Kajitsu Sôdatsusen : Lock Dealer Sid / Kamen Rider Sigurd
- 2014 : 25
- 2015 : Yoru dakara
- 2015 : Rabu & Pîsu : Ryoichi's Neighbour
- 2016 : Yamikin Dogs 2
- 2016 : Yamikin Dogs 3

### À la télévision
- 2013-2014 : Kamen Rider Gaim : Lock Dealer Sid (26 épisodes)
- 2018 : Mob Psycho 100 : Arataka Reigen